# Ali Chouerreb
Ali Chouerreb, de son vrai nom Ali Ben Béchir Essghaier, né le 17 janvier 1930 et mort le 9 mai 1972 à Tunis, est un délinquant tunisien et figure du banditisme durant les années 1950 et 1960.
Sa personnalité complexe, à la fois proche du milieu criminel et du milieu mondain, a inspiré plusieurs écrivains, dramaturges et cinéastes.

## Biographie
Né dans une famille modeste habitant la ruelle Nasraniya, au souk Belkhir dans le quartier de Halfaouine au nord de la médina de Tunis, son père Béchir est un scaphandrier et sa mère Cherifa est une femme au foyer. Orphelin de père dès l'âge de douze ans, ayant une sœur et un frère encore jeunes, il se retrouve chargé de subvenir aux besoins de sa famille. Gagnant sa vie de petits emplois dans son quartier, il se fait un nom à travers ses bagarres fréquentes et ses récidives, au point que les habitants évitent de se confronter à lui. Il s'impose alors comme le grand bandit de Halfaouine.
La notoriété d'Ali Chouerreb lui fait approcher plusieurs personnalités publiques comme Saliha, Chafia Rochdi, Salah Khémissi, Béchir Manoubi et Youssef Seddik,. Il figure plusieurs fois dans les journaux et magazines de son temps comme un bandit invincible et une personne à éviter. Son nom est cité à maintes reprises dans les chroniques d'Abdelaziz El Aroui, et même dans l'un des discours du président Habib Bourguiba.
Il est connu pour les soirées arrosées qu'il organise dans le dépôt de son père situé au souk Belkhir où il élève, entre autres, de grands moutons et des oiseaux, et vend de l'alcool.
Il meurt dans la soirée du 9 mai 1972, dans les environs de l'avenue Habib-Bourguiba à Tunis, lors d'une bagarre en état d'ivresse avec trois personnes, dont deux se sont retirées avant l'incident mais une a insisté pour continuer. Mohamed Ben Ibrahim Ben Dhiaf, un délinquant plus connu sous l'appellation d'Amdouni et habitant le quartier de Mellassine à Tunis, serait le tueur de Chouerreb, en faisant tomber sa tête contre la bordure du trottoir par un coup de balai.
Ses funérailles sont populaires : les gens viennent de partout, de toutes les couches sociales, des femmes et des enfants suivent son cercueil jusqu'au cimetière du Djellaz,. Le drapeau tunisien recouvre son tombeau, une tradition réservée seulement aux martyrs et personnalités nationales, malgré l'intervention de la police pour l'empêcher, ce qui cause la suspension de ses fonctions du chef du district de police de Tunis,,.

## Dans la culture populaire
Ali Chouerreb représente dans la culture populaire tunisienne le modèle du bandit au grand cœur, violent mais très attaché à sa mère, ayant son code d'honneur, désintéressé et protecteur de son quartier,,. Certains lui attribuent un rôle dans la lutte anti-coloniale pour ses bagarres avec des gendarmes français,,. Plusieurs histoires sont racontées autour de lui, où la fiction se mêle souvent à la réalité au point de faire de lui une légende urbaine. Pour l'historien Abdessatar Amamou, Chouerreb fait partie de l'histoire de la Tunisie et y est entré en dépit de son parcours, de sa morale et de ses activités. Du même avis, l'historien Abdelwahed Mokni le considère comme faisant partie du patrimoine et de la mémoire de la ville de Tunis.
Plusieurs intellectuels, à l'instar de Raja Ben Slama, universitaire, psychanalyste et directrice générale de la Bibliothèque nationale de Tunisie, récusent cette représentation d'Ali Chouerreb dans l'imaginaire populaire en considérant son influence sur la jeunesse comme dangereuse pour l'établissement d'un État de droit en Tunisie.

## Polémique
La diffusion, durant le mois de ramadan 2018, par la chaîne privée Attessia TV d'un feuilleton télévisé portant son nom et s'inspirant de sa vie suscite une polémique. La famille intente un procès pour arrêter sa diffusion, une demande rejetée par le tribunal de première instance de Tunis. Selon le neveu d'Ali Chouerreb, l'action en justice est motivée par la diffusion d'informations erronées sur la vie de son oncle. En réponse, Yosri Bouassida, le scénariste du feuilleton, souligne qu'il s'agit d'une création artistique, d'une fiction inspirée par le personnage d'Ali Chouerreb, et non pas un documentaire sur lui. 
Raja Ben Slama appelle à l'interdiction du feuilleton aux enfants en raison de son contenu violent.